# James Ehnes
James Ehnes (Brandon, 27 de enero de 1976) es un violinista y violista canadiense.

## Vida y carrera
Ehnes nació en Brandon, Manitoba, hijo de Alan Ehnes, profesor de trompeta durante mucho tiempo en la Universidad de Brandon (Canadá), y Bárbara Withey Ehnes, ex bailarina de Les Grands Ballets Canadiens, el Ruth Page's International Ballet y el Chicago Ballet y ex directora de la Brandon School of Dance. Ehnes comenzó sus estudios de violín a la edad de cuatro años y a los nueve se convirtió en un protegido del célebre violinista canadiense Francis Chaplin. Estudió con Sally Thomas en la Meadowmount School of Music y de 1993 a 1997 en la Juilliard School, ganando el premio Peter Mennin por logros sobresalientes y liderazgo en música al graduarse.
James Ehnes fue de gira con Juventudes Musicales de Canadá durante la temporada 1992-1993, cuando solo tenía 16 años.
En octubre de 2005, recibió el título de Doctor en Música (honoris causa) de la Universidad de Brandon y en julio de 2007 se convirtió en la persona más joven elegida como miembro de la Royal Society de Canadá. En 2010, fue nombrado miembro de la Orden de Canadá.
Ehnes actúa con el Stradivarius "ex-Marsick" de 1715. Sus grabaciones han ganado numerosos premios, incluidos 11 Junos, dos Grammy y un premio Gramophone. Ehnes es director artístico de la Sociedad de Música de Cámara de Seattle. Con la violinista Amy Schwartz Moretti, el violista Richard O'Neill y el violonchelista Edward Arron actúan como el Ehnes Quartet.
Ehnes vive en Ellenton, Florida con su esposa y dos hijos.

## Instrumento
Habitualmente toca el Stradivarius Ex-Marsick de 1715, que es un violín que lleva el nombre del violinista y maestro belga Martin-Pierre Marsick (1847-1924), propietario del instrumento fabricado por Antonio Stradivari de Cremona. El instrumento, valorado en aproximadamente 8 millones de dólares, ahora pertenece a la Colección Fulton y es tocado solo por James Ehnes.
En una charla previa a un concierto en Colston Hall en Bristol, Inglaterra, el 28 de noviembre de 2005, James Ehnes se esforzó por diferenciar el instrumento que tocaba, del que tocaba David Oistrakh. Ehnes toca un Stradivarius de 1715 que anteriormente era propiedad de Marsick, mientras que Oistrakh interpretaba en un Stradivarius de Marsick de 1705.

## Discografía
- 1995 Niccolò Paganini : 24 Caprichos para violín solo
- 2000 Serguéi Prokófiev : Las dos sonatas para violín y las cinco melodías
- 2000 Maurice Ravel | Claude Debussy | Camille Saint-Saëns
- 2000 Johann Sebastian Bach : Las seis sonatas y partitas para violín solo
- 2001 Max Bruch : Conciertos para violín núms. 1 y 3
- 2001 Obras maestras francesas
- 2002 Bruch: Concierto n. ° 2 y fantasía escocesa
- 2002 Fritz Kreisler
- 2003 Quintetos de piano
- 2004 Piezas románticas
- 2004 Henryk Wieniawski | Pablo de Sarasate
- 2005 Luigi Dallapiccola
- 2005 Ernő Dohnányi
- 2005 Johann Nepomuk Hummel
- 2005 John Adams : Road Movies
- 2005 Antonín Dvořák : Conciertos
- 2005 Bach: Sonatas para violín y clavecín Vol.1
- 2006 Bach: Sonatas para violín y clavecín Vol.2
- 2006 Mozart : Mozart Anniversary Orchestra - Set de 2 CD
- 2007 Paul Schoenfield : Cafe Music, 4 souvenirs
- 2006 Samuel Barber, Erich Wolfgang Korngold, William Walton : Conciertos para violín
- 2007 Edward Elgar : Concierto para violín
- 2008 Homenaje
- 2009 Niccolò Paganini : 24 Caprichos para violín solo[9]
- 2010 Felix Mendelssohn : Concierto para violín
- 2011 Bartók : Conciertos para violín y concierto para viola
- 2011 Chaikovski : Obras completas para violín
- 2012 Bartók: Obras para violín y piano, vol. 1
- 2012 Chaikovski: La bella durmiente
- 2013 Bartók: Obras para violín y piano, vol. 2[10]
- Conciertos para violín de Britten y Shostakovich 2013
- 2013 Prokófiev: Obras completas para violín
- 2013 Chaikovski: El lago de los cisnes
- 2014 Khachaturian & Shostakovich : Concierto para violín y cuartetos de cuerda núm. 7 y 8
- 2014 Bartók: Obras para violín y piano, vol. 3
- 2014 American Chamber Music
- 2015 Héctor Berlioz : Harold En Italie
- 2015 Cesar Franck y Richard Strauss : Sonatas para violín
- 2015 Leos Janacek : Concierto para violín
- 2015 The Essential James Ehnes (que contiene obras de Bach, Kreisler, Prokófiev, Dvorak, Saint-Saens y Berlioz)
- 2016 Claude Debussy, Edward Elgar y Ottorino Respighi : Sonatas para violín
- 2017 Wolfgang Amadeus Mozart : Conciertos para violín 1-5
- 2017 Ludwig van Beethoven : Sonatas para violín n. ° 6 y 9 'Kreutzer'
- 2017 Beethoven: Concierto para violín y romanzas, Franz Schubert : Rondo
- 2017 Bartok: Violin Rhapsodies No. 1 y 2
- 2018 William Walton : Concierto para viola
- 2018 James Newton Howard : Concierto para violín, Aaron Jay Kernis : Concierto para violín, Bramwell Tovey : Stream of Limelight
- 2019 Beethoven : Sonatas para violín Nos. 1 y 3. Variaciones sobre 'Se vuoi ballare'.